# 炎黄春秋
《炎黄春秋》是一本文史类综合中文月刊，在全国政协前副主席萧克等人的支持下，于1991年7月1日創刊，由中国艺术研究院主办、中国炎黄文化研究会主编，编辑部位于北京市西城區月坛南街69号。杜导正为第一任社长。現任社長（法定代表人）為张锋波，总编辑韩子勇。
在2016年及之前，該刊物及網站在中国大陆带有政治改革派、自由派色彩，每月发行约19万册，曾被认为是自由派最具影响力的刊物之一、代表建制内自由主义势力。中共元老习仲勋曾为其题词“《炎黄春秋》办得不错”。該刊及網站主要刊載古今中外的歷史記述及評論文章，力求還原歷史真相，強調「誉人不增其美，毁人不益其恶」，著者以中共元老、作家與學者為主，具有一定權威性。因其刊物多刊登有關中共黨史敏感事件的評論與時評文章，而文章時與官方的歷史結論有出入，或者主張黨內各項改革，故刊物內容受到關注。
因管理层遭撤换，原制作班底于雜志社成立二十五周年後的2016年7月17日宣布《炎黄春秋》停刊，但新的管理层仍继续出刊。而2016年以前在官方网站上的历史备案也全部遭到删除，仅保存有导读和目录。

## 发行历史

### 创刊历史

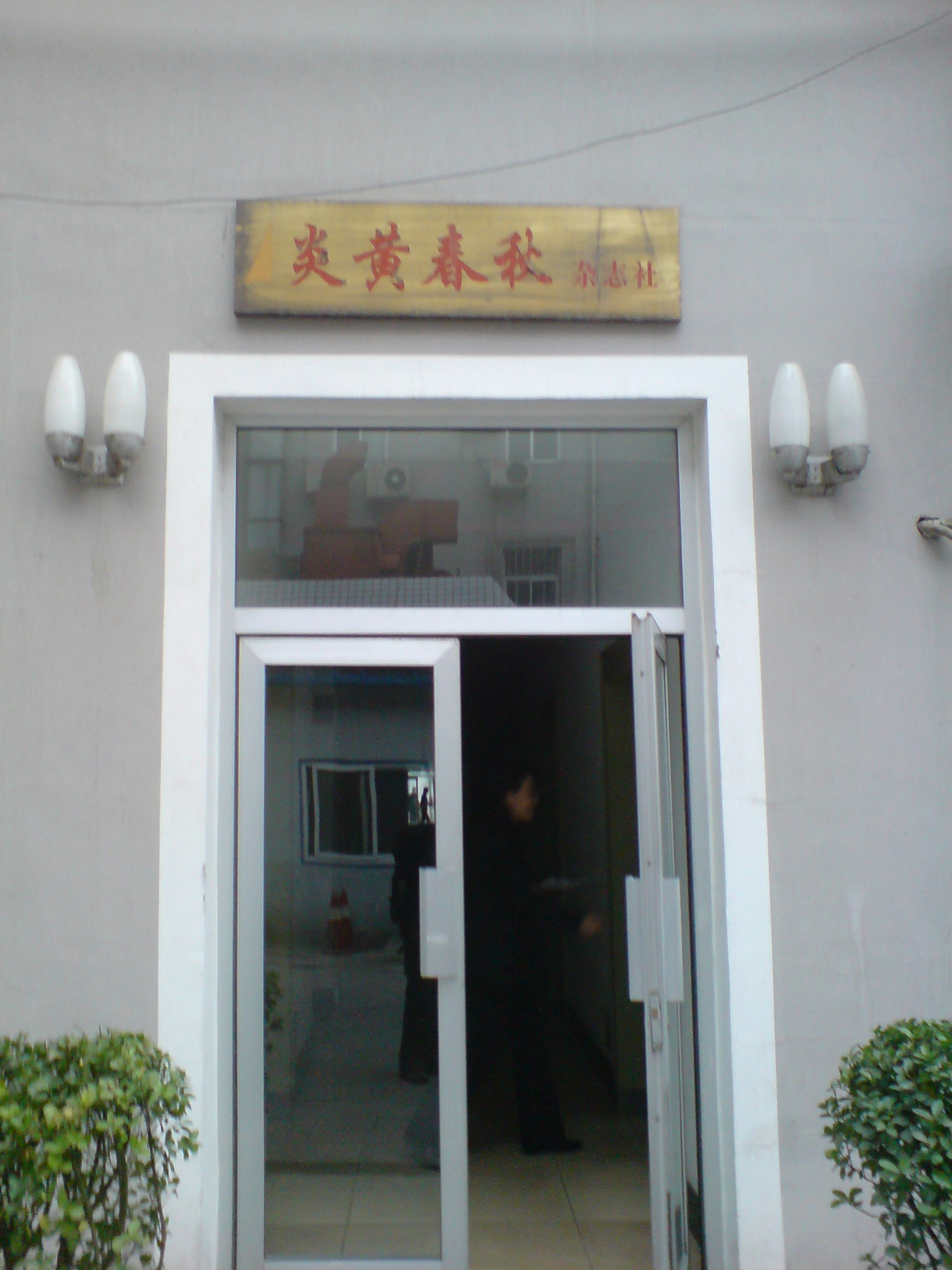
《炎黄春秋》杂志社办公楼入口

1990年，开国上将、时任中国共产党中央顾问委员会（中顾委）常务委员会委员的萧克等人参与发起中华炎黄文化研究会，并于8月起开始组织筹备一本历史刊物。創辦人物主要是開始反思「中國革命」複雜遺產的老共產黨員，开国上将张爱萍（前中国国防部长）、知名社会学家费孝通（前人大副委员长）等人也参与了创办。

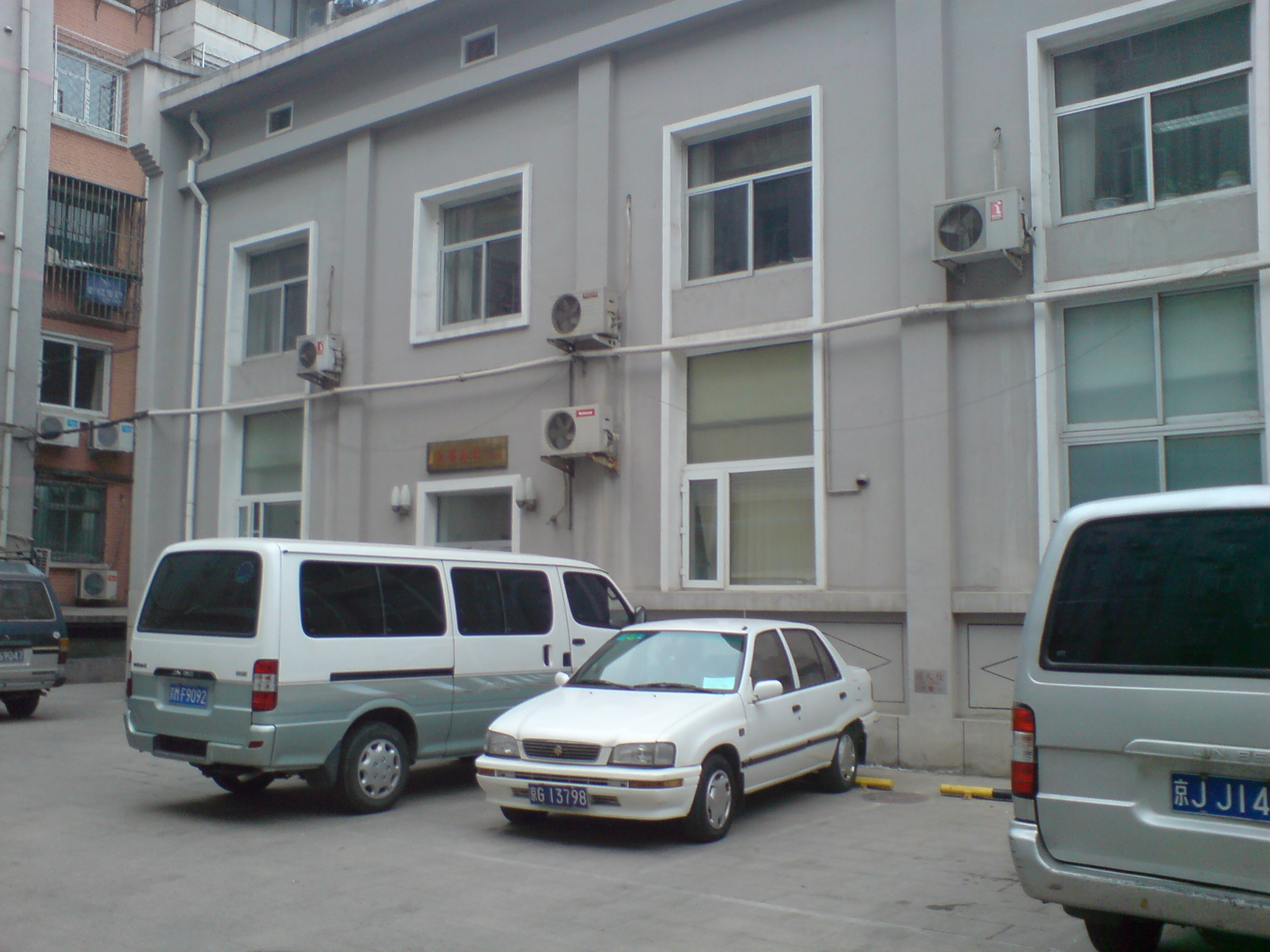
《炎黄春秋》杂志社所在的办公楼

1991年3月，《炎黄春秋》完成正式出版的审批手续，并通过《炎黄春秋杂志社试行方案》。1991年4月1日，全体工作人员在北京景山后街北京市少年宫院内集中办公。
1991年5月10月，中华炎黄文化研究会在北京正式成立。同年7月1日，该研究会主办的《炎黄春秋》创刊号正式出版，作为创办人之一的杜导正任《炎黄春秋》杂志社第一任社长。1992年初，邓小平南巡，《炎黄春秋》开展宣传改革开放的理论路线。2001年，中共改革派元老习仲勋为该刊物题词：“《炎黄春秋》办得不错”。

### 2008年退休事件
2008年11月，北京知情消息人士传出消息，由于《炎黄春秋》多次刊登涉及前中共中央总书记赵紫阳的文章，江泽民担心自己的影响会因此被削弱，甚至被否定，所以引起江泽民不满，要求分管意识形态的时任中共中央政治局常委李长春严肃处置。故而文化部以杂志相关人员年龄过大劝其退休。但在时任中共中央总书记胡锦涛的干预下，当时的社长杜导正得以继续任职。该事件引起海内外的广泛的关注，杂志的命运被华人社会担忧。《炎黄春秋》在2008年刊登的敏感文章有《文革后期我与四川省委书记的交往》、《我看党与国家和人民的关系》、《中国政治体制改革论稿》等。

### 网站被封事件
2009年5月22日起，炎黄春秋网站开始无法访问，据推测可能与六四事件20周年临近有关，至5月25日下午网站恢复正常。不久（截止5月30日14:00）该网站的炎黄论坛显示“设置数据不存在，调用已终止”而无法访问。5月31日论坛恢复正常。
2010年11月，李普去世后，炎黄春秋论坛亦不能访问，其介绍说因为技术原因只能周一至周五早9点至晚5点开放。
2013年1月4日9时左右，炎黄春秋网站被关闭。炎黄春秋编辑部在新浪微博中称，2012年12月31日分别收到署名为“工业和信息化部网站备案系统”的短信和邮件：“您备案信息中的网站《炎黄春秋网》已被注销，该网站的备案号‘京ICP备08100492号-1’已被收回。特此通知！”但通知中没有注明网站被突然注销的原因。1月5日，炎黄春秋网站使用一个临时网站暂时恢复上线。

### 更换主管主辦單位、人事及“停刊声明”
2014年9月10日，时任中共中央宣傳部常务副部长雒树刚主持四部委联系会议，在《炎黄春秋》杂志社毫不知情下，决定將該雜誌之主管主办单位由中华炎黄文化研究会改为中国艺术研究院，随后中國艺术研究院和《炎黄春秋》杂志社经过數个月的反复协商，最终達成數點协议。該協議之主要內容為：《炎黄春秋》在遵守現行《中華人民共和國憲法》、坚守“八不碰”（軍隊國家化、三權分立、六四事件、現任黨和國家領導人及其家屬、多黨制、法輪功、民族宗教問題、劉曉波（在藝研院提供的協議版本中，此點改為憲政））的前提下，主管主办单位在编辑、人事、财务方面予《炎黄春秋》充分自主权。
2016年7月14日，中国共产党第十八届中央委员会第六次全体会议前夕，中国艺术研究院发布一份《炎黄春秋》人事任免通知，根据通知，《炎黄春秋》杂志重要职务全部为官方派来的人所取代，原社长、总编辑杜导正、副社长胡德华（前中共中央总书记胡耀邦之子）和总编辑徐庆全悉數被撤换。《炎黄春秋》杂志社随后发表声明：“按照《中国艺术研究院与炎黄春秋杂志社协议书》明文约定，我社有人事任命权、财务自主权和发稿自主权，双方盖章，具有法律效力。我方不同意单方终止协议书，我社已委托律师对该院提起诉讼”。杂志表示拥护以习近平为总书记的党中央“依法治国”的方针。

随后的7月17日，杂志社执行主编吴伟发出了杂志社社长、法人代表杜导正签名的的“停刊声明”。声明中确认，7月15日，中国艺术研究院派员强行进入杂志社，窃取和修改了《炎黄春秋》官方网站的密码，导致“我刊丧失了基本的编辑出版条件”。声明中同时提到，停刊决定经过炎黄春秋杂志社社委会讨论并一致决定，自即日起任何人以《炎黄春秋》名义发行的出版物，均与“本社”无关。

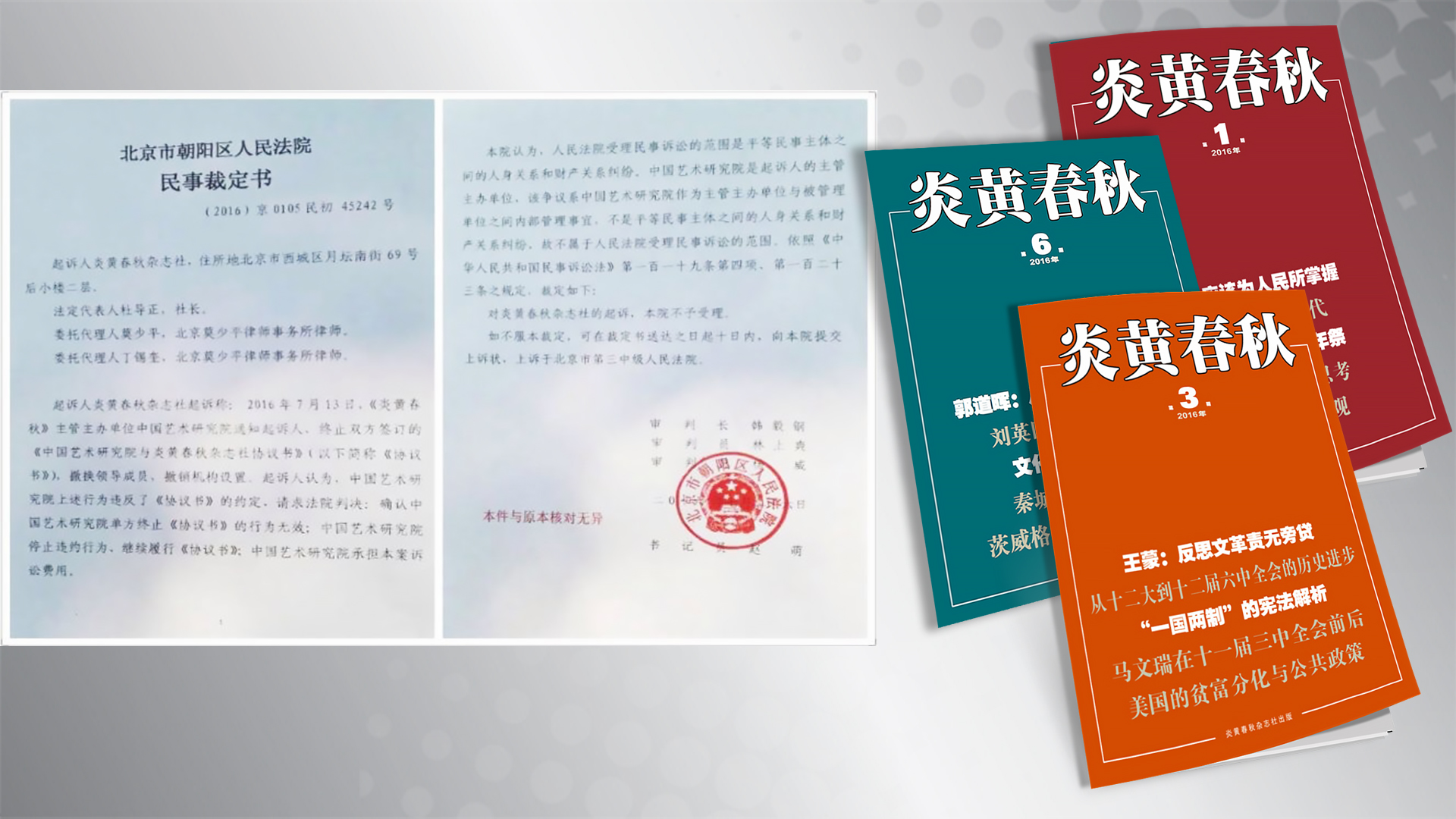
2016年北京市朝阳区人民法院对炎黄春秋杂志社的起诉“不予受理”

《炎黄春秋》委托北京莫少平律师事务所，向北京市朝阳区人民法院提出民事诉讼，朝阳区人民法院于7月28日发出一份裁定书，决定对中国艺术研究院违反合同裁撤管理人员一案不予受理，而莫少平律师表示将会在十日内向北京市第三中级人民法院提起上诉。7月30日，中国知名作家邵燕祥、袁鹰发表公开信表示支持《炎黄春秋》。
2016年10月，一篇名为《炎黄春秋杂志社被某单位 “鸠占鹊巢” 社会各界纷纷表态》的文章在一些网站上被转载，被认为是国内一些媒体对原来的《炎黄春秋》的声援。《炎黄春秋》官方网站已将2016年第8期以前的内容全部删除。

## 发行内容

### 部分受关注文章
- 2004年第8期所载中國共產黨元老任仲夷的「任仲夷谈邓小平与广东的改革开放」访问记里，披露了任仲夷对邓小平不足的看法。
- 2005年第1期所刊前毛澤東秘書李锐的短文《乘風破浪又一年》中道：「……1949年後，卻遺憾地走過了一段大彎路；那時面對一系列嚴重明顯的錯誤，無人敢於站出來反對……但同舊習慣有關的政治、文化等體制的改革，未能與經濟同步，以致貪污腐敗、實利犬儒之風盛行，使人感到我們還沒有從過去歷史的種種迷誤中徹底清醒過來、還未能對歷史進行全面反思。」
- 2005年11月，正值中共在六四事件後首度公開紀念胡耀邦誕辰90周年，配合官方與胡之女李恒（滿妹）的著作出版，該刊刊載了「我们心中的胡耀邦」專題，請到田紀雲、李锐、胡之秘書曹治雄等多位黨內元老與人士對胡之評價。該刊與周刊《冰點》刊登「我心中之耀邦」一文同被中宣部批評。該期並短暫被封禁，後始復售。
- 2007年第2期，中國人民大學前副校長谢韬的《民主社会主义模式与中国前途》。文章认为马克思主义的最高成果是民主社会主义，民主社会主义寄托着人类的希望，只有民主社会主义才能救中国。
- 2007年第7期，田纪云《國務院大院的記憶》，對因六四事件而被免职的已故前中共中央總書記趙紫陽作了正面描述，稱讚趙紫陽在擔任國務院總理時倡導節儉、反對鋪張浪費的精神。当局禁止《炎黄春秋》在网上发表这篇文章，并不准其他媒体转载。[34]
- 2009年第4期，李锐的《向胡耀邦学习——〈胡耀邦传〉序言》。
- 2009年第5期，彭迪和钱行合写的《“五四”精神　普世价值》，不点名批评全国人大常委会委员长吴邦国的“绝不照搬西方那一套，绝不搞多党轮流执政”的说法[35][36]。
- 2009年第12期，周瑞金的《发展起来以后的问题——国庆60周年感言》，总结了当前改革遇到的种种问题，提出了解决这些问题的一些想法。
- 2011年第2期，第3期值前中共中央主席华国锋诞辰90周年之际，发表了由韩钢撰写的《关于华国锋的若干史实》，厘清了一部分关于华的误解。
- 2011年第7期，因涉及中共建党九十周年敏感内容，在一部分高校图书馆无法借阅。
- 2013年第一期，发表新年献词《宪法是政治体制改革的共识》，呼吁当局将虚置的《中华人民共和国宪法》变成现实的制度体系，将现行一切违宪的制度、法令、政策改变过来，使其与宪法一致。并称政治体制改革实质是一场“维宪行动”[37]。

### 争议
2015年，《國防參考》刊發中國社會科學院馬克思主義研究院研究員龔雲撰文文章《「起底」〈炎黃春秋〉》；文章稱，《炎黃春秋》打着一些合法的旗幟，假借客觀公正之名，「對普通民眾特別是離退休幹部具有很大迷惑性和欺騙性」。文章還稱，《炎黃春秋》「抹黑毛澤東，抹黑英烈，虛無歷史，實際上是把新中國的歷史顛倒過去，為把中國拉回資本主義做輿論準備」；此篇文章在同年6月3日曾被解放軍報微博轉載並因此引發討論。
2016年起，包括该刊物原创作团队在内的人士认为，当局将一些维护习近平政治论调的编辑安插进来，进行人员清洗，让该杂志丧失了相对的独立性。

## 延申阅读
- 《專訪〈炎黃春秋〉社長杜導正：民主只能碎步前進 （页面存档备份，存于）》，《亞洲週刊》第21卷40期，2007年10月6日.
- 海絲 著：《同意或反對都正常─走訪〈炎黃春秋〉社長杜導正》，刊於《明報月刊》2007年9月號.